# Александър Галкин
Александър Галкин е руски шахматист, гросмайстор от 2000 година. През април 2008 година има ЕЛО коефициент 2606.
През 1999 година в Ереван става световен шампион за юноши до 20 години. Същата година участва на европейското отборно първенство в Батуми с отбора на Русия и това е единствената му отборна проява. Състезава се на четвърта дъска и постига от седем партии – победа и шест ремита.
Участва на два финала за определяне на световния шампион на международната федерация по шахмат. През 2000 година в Ню Делхи е елиминиран във втория кръг от Александър Белявски. През 2004 г. в Триполи е елиминиран в първия кръг от българина Александър Делчев.